# 白颈蜂鸟属
白颈蜂鸟属（学名：Florisuga）为蜂鸟科的一个属。

## 下属物种
本属包括以下物种：
- 黑蜂鸟 Florisuga fusca Vieillot, 1817
- 白颈蜂鸟 Florisuga mellivora (Linnaeus, 1758)[3]